# Concordia Haaren
Fußball-Club Concordia Haaren ist ein Fußballverein aus Waldfeucht im Kreis Heinsberg, im Westen von Nordrhein-Westfalen.

## Geschichte
Der Verein wurde 1912 gegründet und wurde 1939 Mitglied im Westdeutschen Fußballverband. Vier Jahre später kam der Verein zum Erliegen. Zur Saison 1949/50 kam die 1. Mannschaft wegen der Neugliederung in die 1. Kreisklasse. 1955 hatte der Verein drei Gründe zum Feiern. Die 1. Mannschaft erreichte als Meister der 1. Kreisklasse die Bezirksliga, die zweite Mannschaft stieg in die 2. Kreisklasse auf, und auch die A-Jugend wurde Meister.
60 Jahre nach der Gründung stiegen die Senioren in die Landesliga auf. Nachdem in der folgenden Saison der Verein in die Bezirksklasse absteigen musste, schaffte man sogleich den direkten Wiederaufstieg. Der Höhepunkt der Vereinsgeschichte fand im Jahre 1976 statt. Man hatte sich für die 1. Hauptrunde des DFB-Pokals qualifiziert. Zudem wurde ihnen auch noch mit Borussia Dortmund der Wunschgegner zugelost. Im Westfalenstadion gewann der BVB am 7. August 1976 mit 10:0.
Ein Jahr später war der Aufstieg in die Verbandsliga geschafft. Drei Jahre später folgte der Abstieg in die Landesliga, und weitere drei Jahre später in die Bezirksliga. Seit der Saison 2004/05 ist die 1. Mannschaft in der Kreisliga B Heinsberg 2.